# Bertolli

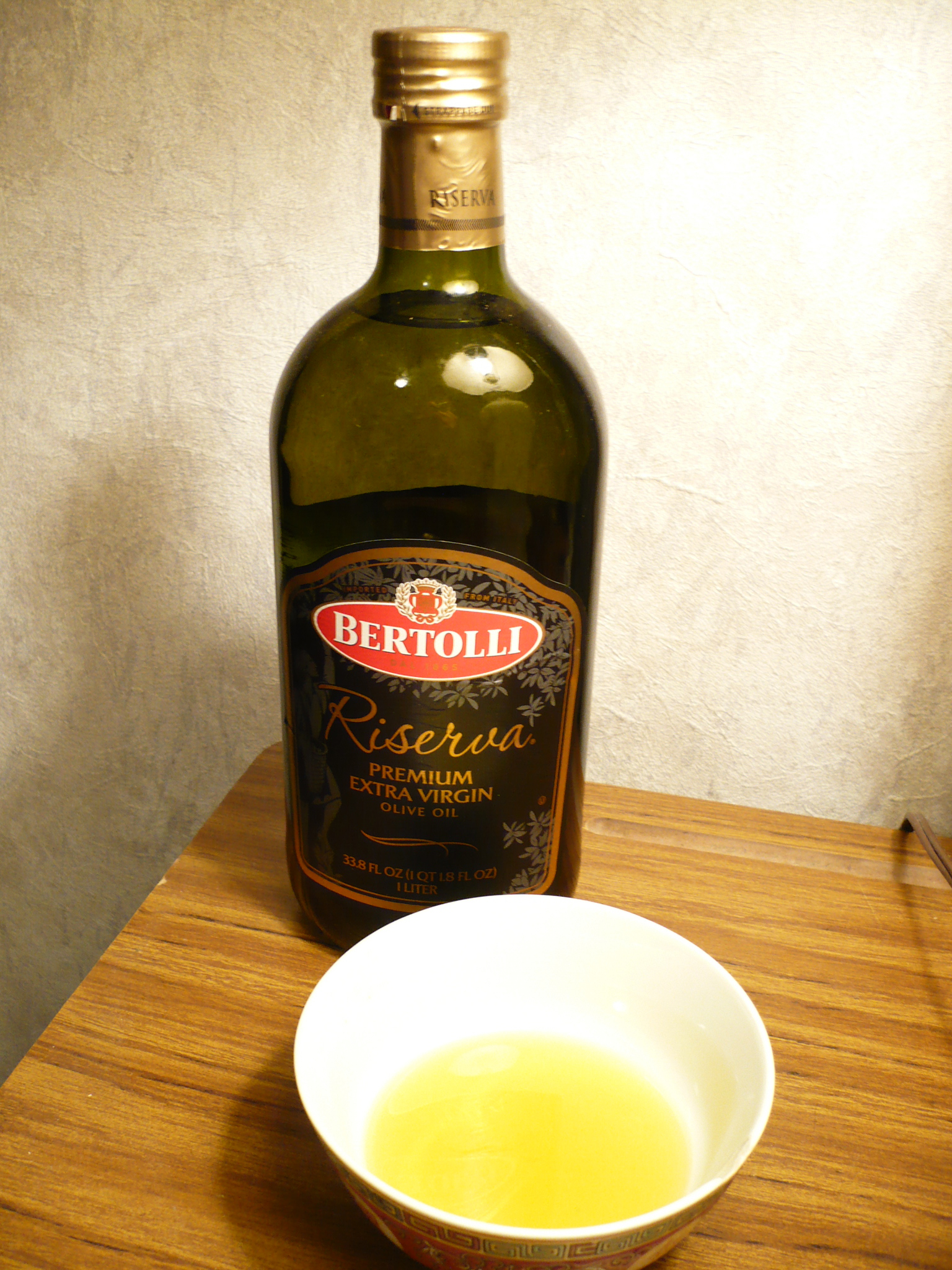
Una botella y un cuenco de aceite de oliva Bertolli reserva extra virgen.

Bertolli es una marca internacional de comida italiana y mediterránea. La compañía se fundó en 1865 en Lucca, Toscana de la mano de Francesco Bertolli, para ser posteriormente vendida al grupo Unilever y más tarde al grupo español Deoleo.
Bertolli es famoso por su aceite de oliva, mercado en el cual es líder mundial, pero ha aumentado su gama de productos con salsas para pasta y comidas precocinadas.
En 2008 Unilever vendió el negocio de aceite de oliva al Grupo SOS (ahora Deoleo), segundo mayor grupo alimentario de España por 500 millones de libras como resultado de su estrategia por prescindir de áreas de negocio no consideradas principales. La transacción incluyó la venta también de los negocios de aceite de oliva y de soja Italian Maya, Dante y San Giorgio, así como la planta de producción en Inveruno, Provincia de Milán, Lombardía; Unilever retuvo la marca para el resto de productos, ej. margarina, salsas para pasta y comidas congeladas. 